# Régiment de dragons vieux-prussien D I
Pour les articles homonymes, voir 1er régiment.
Le 1er régiment de dragons vieux-prussien existe de 1686 à 1806.

## Garnisons
Jusqu'en 1735, le régiment est réparti dans les petites villes et les villages des arrondissements de Schievelbein (de), Dramburg, etc. En 1735, l'escadron du Corps est arrivé à Schwedt et en 1748 à Körlin. En 1763, il est envoyé à Greifenhagen, Fiddichow, Bahn et dans les environs. Ensuite, l'état-major et l'escadron de corps sont transférés à Belgard, les autres escadrons sont allés à Körlin, Labes, Reetz, Dramburg et Schievelbein. En 1770, Labes et Schievelbein sont abandonnées, en 1785 Reetz, l'état-major et le 2e escadron sont transférés à Treptow. En 1795, l'état-major est transféré à Belgard, Greiffenberg et Wollin.

## Formation
Le régiment est créé en 1686 à partir de la compagnie libre d'Isselstein, au service du Brandebourg depuis 1683, et de cinq compagnies nouvellement acquises. Le prince-électeur Frédéric-Guillaume confie le régiment de cavalerie au sergent-général Henri de Briquemault. Dès 1687, le régiment est porté à dix compagnies. En 1688, cependant, quatre compagnies sont cédées pour former le 6e régiment de cuirassiers (de) "Hamel (de)". En 1691, une autre compagnie est transférée à la formation du 9e régiment de cuirassiers "Schöning (de)". En 1698, deux compagnies sont licenciées. Lorsque le régiment Wartensleben est dissous en 1718, deux compagnies sont ajoutées au régiment et deux autres compagnies sont recrutées.

## Étendards
Le régiment reçoit des étendards lors de sa création et à nouveau en 1694. Dans un rapport du 9 mars 1699, on peut lire : "Le régiment possède encore trois étendards, qui étaient autrefois bleus avec une aigle rouge et qui ont été donnés en 1694. L'ancien était aussi bleu brodé d'or et d'argent, avec des franges d'or et d'argent, ainsi que des banderoles de même couleur, mais elles ont été remises en 1691( ?) à Krossen, parce qu'elles étaient devenues inutiles à cause des deux compagnies venues du Mecklembourg ; mais ces anciennes sont tellement déchirées qu'il ne reste plus que les bâtons".
Lors de son entrée en fonction, Frédéric-Guillaume Ier remet de nouveaux drapeaux au régiment. Les drapeaux sont jaunes et crénelés ; au centre se trouvait un médaillon blanc entouré de branches de laurier, avec l'aigle noir volant vers le soleil et la légende Nec Soli cedit (de). Dans les coins, le nom royal est brodé en or et surmonté d'une couronne. Les bords du drapeau sont bordés de franges dorées, les banderoles sont noires et argentées.
En 1754, les étendards sont renouvelés. En 1790, le régiment reçoit cinq nouveaux étendards à l'occasion du centenaire de sa fondation. L'étendard de corps est blanc avec un écusson central jaune citron et brodé d'or ; la devise est Non soli cedit. Les étendards des régiments sont jaune citron avec un écusson central blanc, les hampes sont entièrement cannelées d'or. Les Français s'emparent de l'un d'entre eux à Hansfeld, les quatre autres sont brûlés lors de la capitulation de Lübeck.

## Tambours
Le roi Frédéric Ier autorise le régiment à conserver les tambours d'argent du régiment maison du roi capturé à Audenarde. Lorsque la forteresse de Stettin capitule en 1806, les tambours tombent également entre les mains des Français.

## Campagnes
Guerre de Hollande
Siège de Bonn (1689), à partir de 1692 aux Pays-Bas ; Siège de Namur (1695)
Guerre de Succession d'Espagne
1705 : Siège de Menin, 1706/7 aux Pays-Bas ; 1708 : Bataille d'Audenarde, 1709 : Siège de Dornik, Bataille de Malplaquet, Siège de Mons, 1710 : Siège de Dounay, Siège d'Aire ; 1711 Siège de Bouchain
Campagne de Poméranie (de)
Siège de Stralsund (1715)
Première guerre de Silésie
1741 Siège de Glogau, Bataille de Mollwitz, 1742 le régiment arrive à moins de 4 milles de Vienne en février, 2 officiers sont tués dans la bataille de Meseritz
- Pour le Mérite pour le lieutenant-colonel de Bernhard Heinrich von Bornstedt pour Glogau

Seconde guerre de Silésie
1744 Siège de Prague ; 1745 Bataille de Hohenfriedberg, Bataille de Hirschberg
- Ordre de l'Aigle noir pour Karl Friedrich von Posadowsky pour Hohenfriedberg

Guerre de Sept Ans
1756 Siège de Pirna, Bataille de Herwigsdorf ; 1757 Bataille de Reichenberg (trois étendards capturés), Bataille de Prague, Bataille de Kolin (cinq bannières et un étendard capturés), Bataille de Moys, Bataille de Breslau, Bataille de Leuthen (trois étendards et quatre drapeaux capturés) ; 1758 Siège de Schweidnitz (de), Siège d'Olomouc, Bataille de Zorndorf (un drapeau capturé), Bataille de Hochkirch, Bataille d'Ebersbach, Bataille de Pfaffendorf ; 1759 expédition en Pologne, Bataille de Hoyerswerda, Bataille de Pretsch ; 1760 Bataille de Roth-Nauslitz, Siège de Dresde, Bataille de Liegnitz, Bataille de Zabtenberg, Bataille de Torgau ; 1761 Bataille de Großnossen, Bataille de Kobebach, Bataille de l'abbaye de Wahlstadt, Bataille de Neudorf, cantonnement dans le camp près de Bunzelwitz ; 1762 Bataille d'Adelsbach, Bataille de Konradswaldau, Bataille de Burkersdorf, Siège de Schweidnitz, Bataille de Plauensche Grund
- Pour le Mérite pour Kolin[1] : Majors Leopold Johann von Platen (de), Nikolaus Alexander von Pomeiske (de), Leopold Sebastian von Manstein (de), Johann Wenzel von Zastrow (de) ; les capitaines Karl Henning von Papstein, Karl Siegmund von Nimptsch, Emanuel Christian von Leopold, Franz Henning von Puttkamer, Karl Heinrich Eberhard von Nostritz, Lieutenant Gottlieb Ernst von Rabenau, Hans Christian von Barfus
- Pour le Merite pour Zorndorf : capitaine d'état-major Joachim Bernhard von Prittwitz

Guerre de Succession de Bavière
Bataille de 1778/79 près de Brix
- Pour le Merite pour Brix[2] : Capitaines Georg Friedrich von Kameke, Karl August von Elster (de), Ernst Matthias von Zürson

Campagne de Hollande
1787 Bataille de Cortenhoff, Prise du Hinterdammer Schanze, Bataille de Breland
Marche vers la Silésie 1790
Guerre de la première coalition
1792 Siège de Longwy, Siège de Verdun, Bataille de Valmy, Bataille d'Ober-Ursel ; 1793 Siège de Königstein, Bataille de Waldalgesheim et Stromberg, Siège de Mayence, Bataille de Kettricher Hof, Bataille de Pirmasens, Bataille de Kaiserslautern, Siège de Landau, Assaut sur Bitsch ; 1794 Bataille de Kreuznach, Bataille de Kaiserslautern, Bataille de Kätzhofen, Bataille d'Hermersberg
- Pour le Mérite pour Kettricher Hof[3] : Majors Johann Caspar von der Heyden (de), Johann Friedrich von Diezelsky I, Premier-Lieutenant Karl Erdmann Jakob von Broun, Second-Lieutenant Georg Christian Friedrich von Kameke
- Pour le Mérite pour Neukirchen : Sous-lieutenant Otto Albrecht Philipp Ludwig von der Osten [4]
- Pour le Mérite pour Pirmasens[5] : Colonel Friedrich Karl Wilhelm von Lange, sous-lieutenant Ludwig Wilhelm von Eickstedt
- Pour le Mérite pour Kaiserslautern[6] : Major Karl Friedrich von Ehrencron, Michael Ernst von Diezelsky II, capitaine d'état-major Karl Ludwig von Janwitz
- également trois médailles d'or et 21 d'argent

Guerre de la Quatrième Coalition
1806 Bataille de Langensalza, Bataille de Groß-Fähner, Bataille de Kragen, Bataille de Frauenmark (un escadron est séparé du régiment et est fait prisonnier près de Hansfeld), Bataille de Schwerin, Bataille de Ratzeburg, le régiment doit capituler près de Lunebourg ; 1807 Défense de Dantzig, Bataille de Dirschau, Bataille de Königsberg (escadron Diezelsky)
- une décoration militaire 1re classe pour le sergent Franz (pour Dantzig)
- cinq décorations militaires 2e classe (pour Dantzig)

## Dissolution
Après la bataille d'Iéna, les cuirassiers survivants se sont enfuis en Prusse. Le 29 octobre 1806, ils franchissent l'Oder près de Stettin et sont affectés à la brigade de cuirassiers de Stülpnagel . Les troupes déchues du régiment se rassemblent dans l'armée de Blücher et font la retraite dans le Mecklembourg. Ils doivent déposer les armes avec l'armée après la reddition de Ratekau.
Le détachement du Rittmeister von Hiller à Hanovre réussit à se frayer un chemin jusqu'à Anklam en l'espace de dix jours, mais doit ensuite capituler le 1er novembre. Le dépôt peut s'échapper vers Colberg, où il participe à la défense de la ville. Après la capitulation de la forteresse, il se rend à Dantzig sous les ordres du lieutenant Herzberg pour défendre cette forteresse également. Après la chute de Dantzig, le reste est envoyé à Grodno, en Nouvelle-Prusse-Orientale.
Après la paix de Tilsit le 16 octobre 1807, l'AKO créé la nouvelle brigade de dragons Prince Guillaume. Le régiment compte encore :
- 15 officiers
- 37 sous-officiers
- 7 trompettistes
- 3 chirurgiens
- 261 hommes
- 223 chevaux

## Personnalités

### Chefs de régiment
- 1690 Georges-Frédéric II de Brandebourg-Ansbach
- 1703–1713  vacant sous le nom de Dragons Anspach
- 1713 Andreas Reveillas du Veyne (de)
- 1719 Georg Joachim von der Wense (de)
- 1725 Hans Friedrich von Platen
- 1741 Karl Friedrich von Posadowsky
- 1747 Bernhard Christian von Katte (de)
- 1751 Johann Ernst von Alemann (de)
- 1755 Karl Ludwig von Normann (de)
- 1762 Johann Wenzel von Zastrow (de)
- 1774 Friedrich Albrecht Carl Hermann von Wylich und Lottum (de)
- 1794 Louis-Charles de Prusse
- 1797 Maximilien-Joseph de Palatinat-Deux-Ponts
- 1807 Guillaume de Prusse

### Commandants depuis 1710
- 1690 Andreas Reveillas du Veyne (de)
- 1710 Oberst Georg Joachim von der Wense (de)
- 1717 Oberst Friedrich August von Röseler (de)
- 1722 Oberst von Heyden
- 17?? Oberst von Bornstedt
- 1741 Oberstleutnant Friedrich Wilhelm von Kannenberg (de), plus tard chef du 4e régiment de dragons
- 1744 Oberstleutnant von Hirschen
- 1745 Oberstleutnant Karl Friedrich von Meyer (de), plu tard chef du 6e régiment de hussards
- 1752 Oberstleutnant Leopold Johann von Platen (de), plus tard chef du 4e régiment de hussards
- 1757 Oberstleutnant Nikolaus Alexander von Pomeiske (de), plus tard chef du 9e régiment de dragons
- 1761 Oberst Leopold Sebastian von Manstein (de), plus tard chef du 7e régiment de cuirassiers
- 1763 Oberst von Puttkamer
- 1765 Major Otto Balthasar von Thun (de), plus tard chef du 3e régiment de dragons
- 1777 Oberst Johann Christoph von Mahlen (de), plus tard chef du 2e régiment de dragons
- 1782 Oberst Karl Ludwig Gottlob Löwenberger von Schönholz (de)
- 1788 Oberst von Lüttichau
- 1789 Oberst Friedrich Karl Wilhelm von Lange
- 1794 Oberst Christian Friedrich Georg Ludwig von Pastau (de), plus tard chef du 7e régiment de dragons (de)
- 1803 Oberst Johann Caspar von der Heyden (de)
- 1806 Oberst von Diezelsky